# 佐々木彰
佐々木 彰（ささき あきら、1917年12月4日 - ）は、ロシア文学者。

## 人物
秋田県生まれ。東京外国語学校卒業。第五高等学校講師、東京外国語大学講師をへて、東京工業大学教授、1981年定年退官。イワン・ツルゲーネフなど古典的ロシア文学を研究、翻訳した。

## 翻訳
- プーシキン『ボリス・ゴドゥノフ』弘文堂(世界文庫) 1949　のち岩波文庫
- ツルゲーネフ『猟人日記』1958 (岩波文庫)
- チェーホフ『桜の園・三人姉妹』1966 旺文社文庫
- ツルゲーネフ『貴族の巣、父と子（のち文庫）初恋（のち文庫）』世界文学全集 講談社 1968
- ツルゲーネフ『アーシャ』世界文学ライブラリー 講談社 1972
- ツルゲーネフ『その前夜 散文詩(セニリア)』世界文学全集 講談社 1975

## 論文
- 国立情報学研究所収録論文 国立情報学研究所